# Општина Столац
Столац је општина у Федерацији БиХ. Припада Херцеговачко-неретванском кантону. Сједиште општине је у Стоцу.
Град је настао на обалама ријеке Брегаве, окружују га планина Хргуд и Видово поље. Сам прилаз Стоцу са западне стране је Дубравска висораван, која је специфична и позната по брескви и надасве дубравском виноградарству по којем су позната столачка вина. У Стоцу постоје трагови живота од пре 3.500 година, колико су стари последњи познати налази илирског града Даорсона.

## Становништво и насељена мјеста
| година   | Хрвати | %     | Муслимани/Бошњаци | %     | Срби   | %     | остали | %     | укупно | ±%     | извор |
| -------- | ------ | ----- | ----------------- | ----- | ------ | ----- | ------ | ----- | ------ | ------ | ----- |
| 1948.[a] | 7.432  | 28,66 | 6.857             | 26,44 | 11.624 | 44,82 | 30     | 0,08  | 25.943 | —      | [ 2 ] |
| 1953.[a] | 7.093  | 27,57 | —                 | —     | 11.255 | 43,75 | 7.379  | 28,68 | 25,727 | −0,83  | [ 3 ] |
| 1961.[a] | 6.751  | 36,41 | 4.205             | 22,68 | 5.814  | 31,36 | 1.772  | 9,55  | 18.542 | −27,93 | [ 4 ] |
| 1971.[a] | 7.041  | 36,61 | 7.113             | 36,98 | 4.900  | 25,48 | 176    | 0,90  | 19.230 | +3,71  | [ 5 ] |
| 1981.[a] | 6.410  | 33,89 | 7.359             | 38,91 | 4.332  | 22,90 | 809    | 4,26  | 18.910 | −1,66  | [ 6 ] |
| 1991.[a] | 6.188  | 33,12 | 8.101             | 43,36 | 3.917  | 20,96 | 475    | 2,53  | 18.681 | −1,21  | [ 7 ] |
| 2013.    | 8.486  | 58,52 | 5.544             | 38,23 | 279    | 1,92  | 193    | 1,02  | 14,502 | −22,37 | [ 1 ] |

По посљедњем службеном попису становништва из 1991. године, општина Столац имала је 18.681 становника, распоређених у 36 насеља. Послије потписивања Дејтонског споразума, пријератна општина Столац је подијељена у двије општине: општину Столац, која је ушла у састав Федерације Босне и Херцеговине и општину Берковићи, која је ушла у састав Републике Српске.
У општини Столац су остала насеља: Аладинићи, Баране, Банчићи, Бјелојевићи, Боројевићи, Бурмази, До, Жегуља, Комање Брдо, Козице, Крушево, Љубљеница, Ошањићи, Пјешивац-Греда, Пјешивац-Кула, Поплат, Попрати, Прењ, Ротимља, Столац, Тријебањ, Ходово, Хргуд, Црнићи-Греда и Црнићи-Кула.